# Setzschild

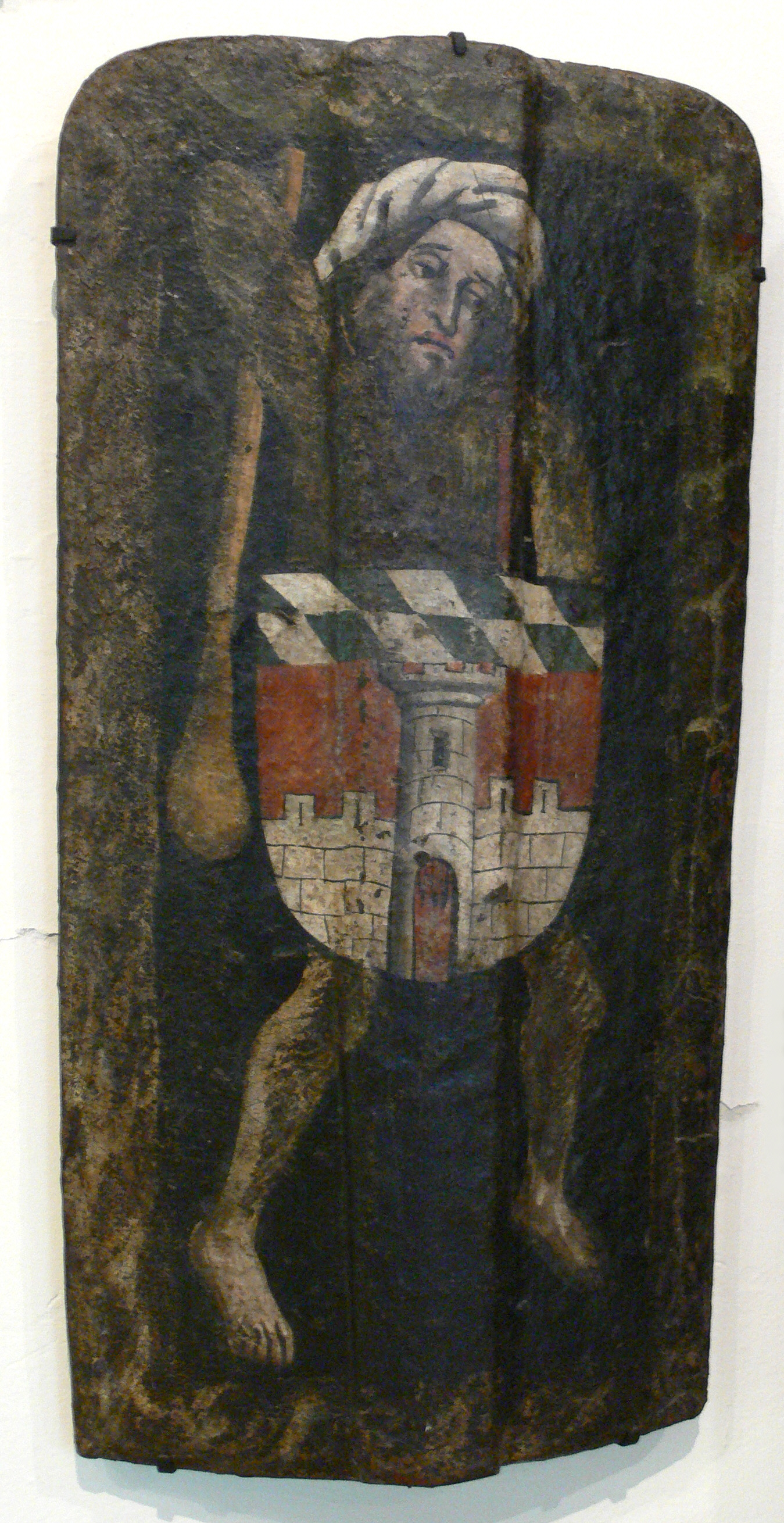
Eine hölzerne Setztartsche von 1450

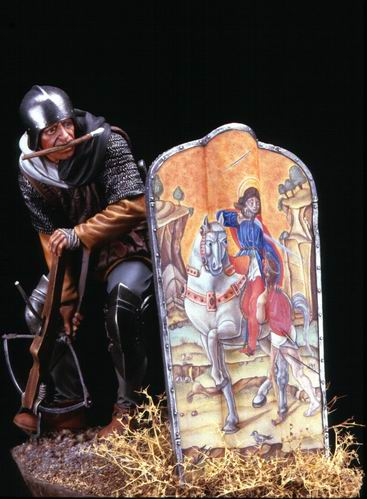
Modell eines Armbrustschützen hinter einem Setzschild

Ein Setzschild, auch Setztartsche, Standtartsche, Pavese oder Pavis genannt, ist eine besondere Form der Schilde.

## Beschreibung und Verwendung
Setzschilde sind 1,5 bis 2 Meter hohe Schilde, die meist aus Holz mit Lederbespannung bestehen. Sie boten einer oder mehreren Personen Schutz vor feindlichen Geschossen in einer Schlacht. Von besonderer Bedeutung waren diese Schilde bei Belagerungen, da sie Bogen- und Armbrust-Schützen vor den Geschossen der Verteidiger Schutz boten und ein geschütztes Vorrücken auf die feindliche Festung ermöglichten. Die Grundanforderungen an einen Setzschild waren, dass er groß genug war, um – auf den Boden gestellt – einen Mann zu decken, so fest war, dass ein Armbrustbolzen darin stecken blieb, und so leicht war, dass er einem Mindestmaß an Mobilität gerecht wurde. Häufig waren Setzschilde mit Stützen und Visieren, sog. Custodiers, versehen. Viele Setzschilde wurden auf der Frontseite kunstvoll bemalt. Die Bemalung wurde direkt auf das Leder oder eine Grundierung aus Gips aufgetragen.

## Geschichte

### Antike
Schon in der Antike gab es Vorläufer von Setzschilden. So gab es z. B. im assyrischen Reich große Schilde aus Holz, die von einem eigenen Schildträger getragen wurden und Bogenschützen vor feindlichen Geschossen schützten.
Im römischen Reich gab es dann weniger Setzschilde, sondern Schutzwände für Bogenschützen, die sog. Plutei.

### Mittelalter
Im Mittelalter erhielten diese Schilde eine besondere Bedeutung für Armbrustschützen, da diese ihre Waffen hinter dem Schild in Sicherheit laden konnten. Setzschilde, die im Mittelalter verwendet wurden, nannte man Pavese. Der Setzschild wurde trotz des Aufkommens von Feuerwaffen noch im 15. Jahrhundert (Spätmittelalter) von den Hussiten in ihren militärischen Auseinandersetzungen verwendet (siehe Hussitenkriege). In der Neuzeit verloren Schilde aufgrund der Verbreitung der Feuerwaffen weitgehend ihre Bedeutung.

### Untersuchungen zur Schutzwirkung
Martin Siennicki untersuchte im Rahmen seiner Diplomarbeit (2016) an der Akademie der bildenden Künste Wien einen spätmittelalterlichen Setzschild aus der Sammlung des Bayerischen Nationalmuseums. Sein Kern besteht aus Kiefernholz und ist im Mittel 2,5 cm dick. Der Schild weist zwei rhombische Einschusslöcher auf, die vermutlich von Armbrustbolzen stammen, die in einem Fall sicher und im anderen Fall ziemlich sicher im Schildkorpus stecken geblieben waren. Ferner wurden Repliken des historischen Schildes hergestellt. Eine wurde aus einer Hornbogenarmbrust mit etwa 450 kg Zugkraft mit Bolzen, die spätmittelalterlichen Kriegsbolzen entsprachen, aus einer Distanz von 14 m beschossen. Beide Bolzen drangen 32 mm in den Schild ein, wobei sie Haut, Sehnen und Zwischengrundierung in den Schusskanal einzogen. Der Schild zeigte bei den Aufschlägen keinerlei Erschütterung.